# Vòng loại Giải vô địch bóng đá châu Âu 2024
Vòng loại giải vô địch bóng đá châu Âu 2024 được diễn ra từ ngày 23 tháng 3 năm 2023 đến ngày 26 tháng 3 năm 2024 để xác định 23 đội tuyển quốc gia là thành viên của Liên đoàn bóng đá châu Âu (UEFA) cùng với đội chủ nhà Đức tham dự giải vô địch bóng đá châu Âu 2024. Vòng loại được kết hợp với UEFA Nations League 2022–23, tạo cho các quốc gia một con đường phụ để giành quyền vào vòng chung kết.
Có tổng cộng 53 đội tuyển thành viên UEFA tham gia vòng loại. Lễ bốc thăm chia bảng vòng loại được diễn ra tại Festhalle ở Frankfurt vào ngày 9 tháng 10 năm 2022.

## Các đội đã vượt qua vòng loại

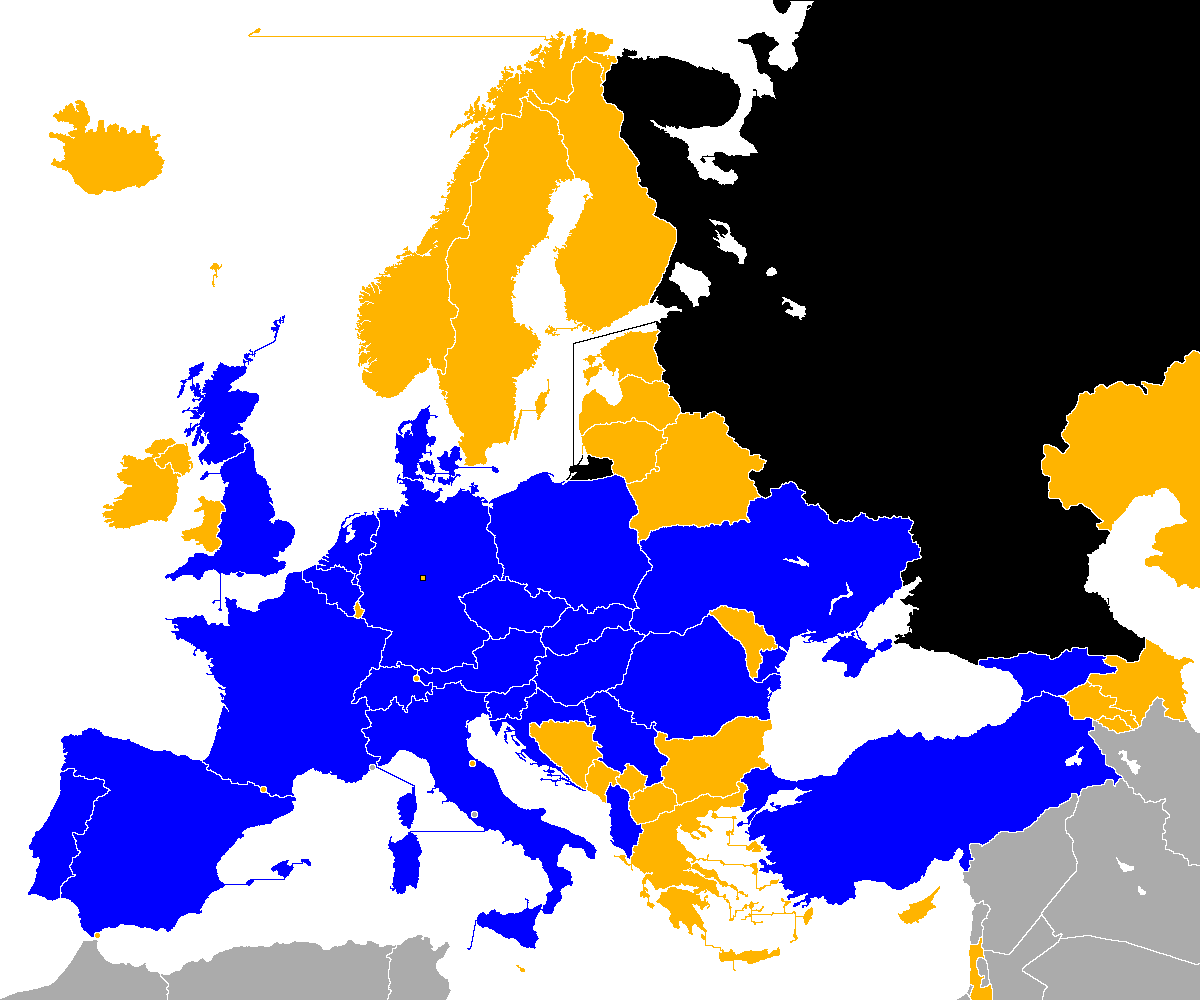
Đội đã vượt qua vòng loại tham dự UEFA Euro 2024
Đội có thể vượt qua vòng loại
Đội đã bị cấm tham dự
Đội không vượt qua vòng loại

| Đội tuyển    | Tư cách vượt qua vòng loại | Ngày vượt qua vòng loại | Tham dự lần trước trong giải đấu                                                  |
| ------------ | -------------------------- | ----------------------- | --------------------------------------------------------------------------------- |
| Đức          | Chủ nhà                    | 27 tháng 9 năm 2018     | 13 (1972, 1976, 1980, 1984, 1988, 1992, 1996, 2000, 2004, 2008, 2012, 2016, 2020) |
| Bỉ           | Nhất bảng F                | 13 tháng 10 năm 2023    | 6 (1972, 1980, 1984, 2000, 2016, 2020)                                            |
| Pháp         | Nhất bảng B                | 13 tháng 10 năm 2023    | 10 (1960, 1984, 1992, 1996, 2000, 2004, 2008, 2012, 2016, 2020)                   |
| Bồ Đào Nha   | Nhất bảng J                | 13 tháng 10 năm 2023    | 8 (1984, 1996, 2000, 2004, 2008, 2012, 2016, 2020)                                |
| Scotland     | Nhì bảng A                 | 15 tháng 10 năm 2023    | 3 (1992, 1996, 2020)                                                              |
| Tây Ban Nha  | Nhất bảng A                | 15 tháng 10 năm 2023    | 11 (1964, 1980, 1984, 1988, 1996, 2000, 2004, 2008, 2012, 2016, 2020)             |
| Thổ Nhĩ Kỳ   | Nhất bảng D                | 15 tháng 10 năm 2023    | 5 (1996, 2000, 2008, 2016, 2020)                                                  |
| Áo           | Nhì bảng F                 | 16 tháng 10 năm 2023    | 3 (2008, 2016, 2020)                                                              |
| Anh          | Nhất bảng C                | 17 tháng 10 năm 2023    | 10 (1968, 1980, 1988, 1992, 1996, 2000, 2004, 2012, 2016, 2020)                   |
| Hungary      | Nhất bảng G                | 17 tháng 10 năm 2023    | 4 (1964, 1972, 2016, 2020)                                                        |
| Slovakia     | Nhì bảng J                 | 17 tháng 10 năm 2023    | 6 (1960, 1976, 1980, 2016, 2020)                                                  |
| Albania      | Nhất bảng E                | 18 tháng 11 năm 2023    | 1 (2016)                                                                          |
| Đan Mạch     | Nhất bảng H                | 18 tháng 11 năm 2023    | 9 (1964, 1984, 1988, 1992, 1996, 2000, 2004, 2012, 2020)                          |
| Hà Lan       | Nhì bảng B                 | 19 tháng 11 năm 2023    | 11 (1976, 1980, 1988, 1992, 1996, 2000, 2004, 2008, 2012, 2020)                   |
| România      | Nhất bảng I                | 19 tháng 11 năm 2023    | 5 (1984, 1996, 2000, 2008, 2016)                                                  |
| Thụy Sĩ      | Nhì bảng I                 | 19 tháng 11 năm 2023    | 5 (1996, 2004, 2008, 2016, 2020)                                                  |
| Serbia       | Nhì bảng G                 | 19 tháng 11 năm 2023    | 5 (1960, 1968, 1976, 1984, 2000)                                                  |
| Cộng hòa Séc | Nhì bảng E                 | 20 tháng 11 năm 2023    | 10 (1960, 1976, 1980, 1996, 2000, 2004, 2008, 2012, 2016, 2020)                   |
| Ý            | Nhì bảng C                 | 20 tháng 11 năm 2023    | 10 (1968, 1980, 1988, 1996, 2000, 2004, 2008, 2012, 2016, 2020)                   |
| Slovenia     | Nhì bảng H                 | 20 tháng 11 năm 2023    | 1 (2000)                                                                          |
| Croatia      | Nhì bảng D                 | 21 tháng 11 năm 2023    | 6 (1996, 2004, 2008, 2012, 2016, 2020)                                            |
| Ba Lan       | Thắng nhánh A play-off     | 26 tháng 3 năm 2024     | 4 (2008, 2012, 2016, 2020)                                                        |
| Ukraina      | Thắng nhánh B play-off     | 26 tháng 3 năm 2024     | 3 (2012, 2016, 2020)                                                              |
| Gruzia       | Thắng nhánh C play-off     | 26 tháng 3 năm 2024     | 0 (Lần đầu)                                                                       |

1. ↑  Chữ đậm thể hiện nhà vô địch năm đó. Chữ nghiêng thể hiện chủ nhà năm đó.
2. ↑  Từ năm 1972 đến năm 1988, Đức tham dự với tư cách là Tây Đức.
3. 1 2  Từ năm 1960 đến 1980, Cộng hòa Séc và Slovakia tham dự với tư cách là Tiệp Khắc.[3][4][5][6]
4. ↑  Từ năm 1960 đến 1984, Serbia tham dự với tư cách là Nam Tư, và năm 2000 với tư cách là Serbia và Montenegro.
5. ↑  Ban đầu Serbia và Montenegro xuất hiện ở 1992 (sau khi vượt qua vòng loại với tư cách Nam Tư), nhưng đã bị thay thế sau khi bị Liên hợp quốc cấm tham gia tất cả các môn thể thao quốc tế.

## Thể thức
Thể thức sẽ tương tự như vòng loại Euro 2020. Ở vòng loại thứ nhất (vòng bảng), 53 đội được chia thành 10 bảng, trong đó có 7 bảng 5 đội và 3 bảng 6 đội. Lễ bốc thăm vòng loại sẽ diễn ra vào ngày 9 tháng 10 năm 2022, sau khi vòng bảng của UEFA Nations League 2022–23 kết thúc. Bốn đội lọt vào vòng chung kết của Nations League sẽ được bốc vào các bảng đấu có 5 đội (để các đội có thể thi đấu vòng chung kết Nations League diễn ra vào tháng 6 năm 2023). Vòng loại sẽ diễn ra từ tháng 3 đến tháng 11 năm 2023, hai đội nhất nhì ở 10 bảng sẽ giành vé trực tiếp đến vòng chung kết. Các trận vòng loại sẽ diễn ra theo thể thức vòng tròn lượt đi lượt về ở các tháng 3, 6, 9, 10 và 11 năm 2023.
Ba đội còn lại sẽ được xác định thông qua vòng play-off diễn ra vào tháng 3 năm 2024. Mười hai đội sẽ tham dự vòng play-off dựa trên thành tích của họ ở Nations League 2022-2023, và sẽ được chia thành 3 nhánh đấu, gồm 2 trận bán kết nhánh và 1 trận chung kết nhánh. Ba đội thắng cuộc ở ba nhánh sẽ giành quyền dự Euro 2024. Các đội đứng nhất bảng tại League A, B, C (Hạng đấu A, B, C) sẽ giành quyền tham dự vòng play-off. Nếu đội nhất bảng đó đã giành vé vào vòng chung kết Euro thông qua vòng loại thứ nhất, thì đội có thành tích tốt tiếp theo trong bảng xếp hạng của League (Hạng đấu) đó sẽ có suất play-off. Nếu cả League A, B và C đều còn lại đủ 4 đội để đá play-off, thì 3 nhánh play-off sẽ được thiết lập luôn. Nhưng nếu có ít nhất một League (Hạng đấu) không có đủ 4 đội đại diện, thì việc xác định các đội đá play-off cũng như việc phân nhánh cho 12 đội sẽ được tách thành 2 công đoạn riêng biệt. Suất đầu tiên còn thiếu sẽ được dành cho đội có thành tích tốt nhất trên bảng xếp hạng của League D (Hạng đấu D), và nếu vẫn chưa đủ 12 đội, thì các suất còn lại sẽ được dành cho những đội có thành tích tốt tiếp theo trên bảng xếp hạng tổng thể của Nations League. Việc phân nhánh cho 12 đội khi đó sẽ được thực hiện lần lượt từ League C đến League A. Những đội đứng nhất bảng ở League nào, thì sẽ được vào nhánh đấu của League đó, còn những đội không đứng nhất bảng thì sẽ được bốc thăm để xác định nhánh đấu. Lưu ý đặc biệt quan trọng: nếu những đội nhất bảng của League B và C phải tham dự vòng play-off, thì họ sẽ không gặp các đội đến từ những League (Hạng đấu) cao hơn, mà sẽ chỉ đối đầu với những đội đến từ cùng một League (Hạng đấu) hoặc các League thấp hơn.
Ba nhánh play-off sẽ tổ chức 2 trận bán kết nhánh, và 1 trận chung kết nhánh. Ở bán kết nhánh, đội có thứ hạng cao nhất trong 4 đội sẽ được đá sân nhà, và đối đầu với đội có thứ hạng thấp nhất, còn đội có thứ hạng cao thứ 2 sẽ đá sân nhà, và tiếp đón đội có thứ hạng cao thứ 3. Đội chủ nhà trong trận chung kết nhánh sẽ được xác định bằng cách bốc thăm giữa 2 đội thắng cuộc ở bán kết nhánh. Ba đội thắng cuộc ở 3 nhánh sẽ lọt vào vòng chung kết Euro 2024 cùng với 20 đội đã giành vé thông qua vòng loại thứ nhất.

### Các tiêu chí xếp hạng vòng bảng
Nếu hai đội trở lên bằng điểm khi hoàn thành các trận đấu vòng bảng, các tiêu chí hòa giải sau đây sẽ được áp dụng:
1. Số điểm thu được cao hơn trong các trận đấu giữa các đội được đề cập;
2. Hiệu số bàn thắng bại cao hơn trong các trận đấu giữa các đội được đề cập;
3. Số bàn thắng được ghi cao hơn trong các trận đấu giữa các đội được đề cập;
4. Nếu sau khi áp dụng tiêu chí 1 đến 3, các đội vẫn có thứ hạng bằng nhau, tiêu chí 1 đến 3 được áp dụng lại riêng cho các trận đấu giữa các đội được đề cập để xác định thứ hạng cuối cùng của họ.[a] Nếu thủ tục này không dẫn đến quyết định, các tiêu chí từ 5 đến 11 sẽ được áp dụng;
5. Hiệu số bàn thắng bại vượt trội trong tất cả các trận đấu vòng bảng;
6. Số bàn thắng ghi được trong tất cả các trận vòng bảng cao hơn;
7. Số bàn thắng sân khách ghi được trong tất cả các trận vòng bảng cao hơn;
8. Số trận thắng cao hơn trong tất cả các trận đấu vòng bảng;
9. Số trận thắng trên sân khách cao hơn trong tất cả các trận đấu vòng bảng;
10. Điểm fair-play trong tất cả các trận đấu vòng bảng (trừ 1 điểm cho một thẻ vàng, trừ 3 điểm cho một thẻ đỏ do hậu quả của hai thẻ vàng, trừ 3 điểm cho một thẻ đỏ trực tiếp, 4 điểm cho một thẻ vàng  và một thẻ đỏ trực tiếp.);
11. Vị trí trong bảng xếp hạng chung UEFA Nations League.

Ghi chú
1. ↑  Khi có hai đội trở lên bằng điểm, tiêu chí 1 đến 3 được áp dụng. Sau khi các tiêu chí này được áp dụng, chúng có thể xác định vị trí của một số nhóm liên quan, nhưng không phải tất cả. Ví dụ, nếu có ba đội bằng điểm, việc áp dụng ba tiêu chí đầu tiên có thể chỉ phá vỡ thế hòa cho một trong hai đội, khiến hai đội còn lại vẫn hòa. Trong trường hợp này, thủ tục hòa được tiếp tục lại từ đầu đối với những đội vẫn hòa.

### Các tiêu chí xếp hạng tổng thể
Để xác định thứ hạng tổng thể của Vòng loại Châu Âu, kết quả đối với các đội ở vị trí thứ sáu bị loại bỏ và các tiêu chí sau được áp dụng:
1. Vị trí trong bảng;
2. Số điểm cao hơn;
3. Hiệu số bàn thắng bại vượt trội;
4. Số bàn thắng ghi được cao hơn;
5. Số bàn thắng ghi được trên sân khách cao hơn;
6. Số trận thắng cao hơn;
7. Số trận thắng trên sân khách cao hơn;
8. Chỉ số fair-play (trừ 1 điểm với một thẻ vàng, trừ 3 điểm cho một thẻ đỏ do hai thẻ vàng, trừ 3 điểm cho một thẻ đỏ trực tiếp, trừ 4 điểm cho một thẻ vàng và một thẻ đỏ trực tiếp);
9. Vị trí trong bảng xếp hạng chung UEFA Nations League.

## Lịch thi đấu
Dưới đây là lịch thi đấu của vòng loại UEFA Euro 2024.
| Lượt trận           | Trận đấu    | Ngày                 |
| ------------------- | ----------- | -------------------- |
| Vòng bảng vòng loại | Trận đấu 1  | 23–25 tháng 3, 2023  |
| Vòng bảng vòng loại | Trận đấu 2  | 26–28 tháng 3, 2023  |
| Vòng bảng vòng loại | Trận đấu 3  | 16–17 tháng 6, 2023  |
| Vòng bảng vòng loại | Trận đấu 4  | 19–20 tháng 6, 2023  |
| Vòng bảng vòng loại | Trận đấu 5  | 7–9 tháng 9, 2023    |
| Vòng bảng vòng loại | Trận đấu 6  | 10–12 tháng 9, 2023  |
| Vòng bảng vòng loại | Trận đấu 7  | 12–14 tháng 10, 2023 |
| Vòng bảng vòng loại | Trận đấu 8  | 15–17 tháng 10, 2023 |
| Vòng bảng vòng loại | Trận đấu 9  | 12–18 tháng 11, 2023 |
| Vòng bảng vòng loại | Trận đấu 10 | 19–21 tháng 11, 2023 |
| Vòng play-off       | Bán kết     | 21 tháng 3, 2024     |
| Vòng play-off       | Chung kết   | 26 tháng 3, 2024     |

## Bốc thăm
Lễ bốc thăm vòng bảng vòng loại sẽ được tổ chức vào ngày 9 tháng 10 năm 2022, 12:00 CEST, tại Festhalle ở Frankfurt. Trong số 55 hiệp hội thành viên của UEFA, 53 hiệp hội sẽ thi đấu vòng loại. Đội chủ nhà Đức đã vượt qua vòng loại trực tiếp của giải đấu cuối cùng, trong khi vào ngày 20 tháng 9 năm 2022, Nga đã được xác nhận là không tham dự do bị FIFA và UEFA cấm thi đấu sau cuộc xâm lược Ukraina.
53 đội tuyển quốc gia của UEFA sẽ được xếp vào sáu nhóm dựa trên bảng xếp hạng tổng thể UEFA Nations League 2022–23 sau khi kết thúc giai đoạn giải đấu. Bốn đội tham dự Vòng chung kết UEFA Nations League 2023 sẽ được đưa vào Hạt giống UNL và được bốc thăm vào các bảng A–D, nhóm chỉ có năm đội, do đó họ chỉ phải thi đấu tám trận vòng loại, để lại hai ngày thi đấu miễn phí để chơi tại Vòng chung kết Nations League vào tháng 6 năm 2023. Sáu trận tiếp theo – Các đội cao nhất sau đó sẽ được xếp vào nhóm 1. Tuy nhiên, nếu Đức giành chiến thắng trong nhóm Nations League của họ, Hạt giống UNL sẽ chứa ba đội, và thay vào đó, Hạt giống số 1 sẽ chứa bảy đội. Các hạt giống số từ 2 đến 5 sẽ chứa mười đội, trong khi hạt giống số 6 sẽ chứa ba đội có thứ hạng thấp nhất. Các đội sẽ được bốc thăm thành 10 bảng đấu: bảy bảng năm đội (Bảng A–G) và ba bảng sáu đội (Bảng H–J). Bốc thăm sẽ bắt đầu với hạt giống UNL và Hạt giống số 1, và tiếp tục từ Hạt giống số 2 đến Hạt giống số 6, từ đó một đội sẽ được bốc thăm và phân vào nhóm có sẵn đầu tiên (dựa trên điều kiện bốc thăm) theo thứ tự bảng chữ cái.
Các hạn chế sau sẽ được áp dụng với sự hỗ trợ của máy tính:
- Các cuộc đụng độ bị cấm: Vì lý do chính trị, các trận đấu giữa các cặp đội sau đây được coi là các cuộc đụng độ bị cấm, không được bốc thăm vào cùng một nhóm: Armenia/Azerbaijan, Belarus/Ukraina, Gibraltar/Tây Ban Nha, Kosovo/Bosnia và Herzegovina, Kosovo/Serbia.
- Địa điểm mùa đông: Tối đa hai đội có địa điểm được xác định là có nguy cơ cao hoặc trung bình về điều kiện mùa đông khắc nghiệt có thể được xếp vào mỗi nhóm: Belarus, Estonia, Quần đảo Faroe, Phần Lan, Iceland, Latvia, Litva, Na Uy.
- Di chuyển quá mức: Có thể xếp tối đa một cặp đội được xác định có khoảng cách di chuyển quá mức so với các quốc gia khác trong mỗi nhóm:
  - Azerbaijan: với Gibraltar, Iceland, Bồ Đào Nha.
  - Iceland: với Armenia, Síp, Gruzia, Israel.
  - Kazakhstan: với Andorra, Anh, Quần đảo Faroe, Pháp, Gibraltar, Iceland, Malta, Bắc Ireland, Bồ Đào Nha, Cộng hòa Ireland, Scotland, Tây Ban Nha, Wales.

### Nhóm hạt giống
Các đội sẽ được xếp hạt giống dựa trên bảng xếp hạng tổng thể của UEFA Nations League 2022–23 vào tháng 9 năm 2022. Các đội tuyển dạng chữ đậm đã vượt qua vòng loại cho vòng chung kết. Chữ nghiêng là phải thi đấu vòng play-off.
| Đội | Hạng |
| --- | ---- |
| Đức | 10   |

| Đội                   | Hạng |
| --------------------- | ---- |
| Hà Lan                | 1    |
| Croatia               | 2    |
| Tây Ban Nha           | 3    |
| Ý (đương kim vô địch) | 4    |

| Đội        | Hạng |
| ---------- | ---- |
| Đan Mạch   | 5    |
| Bồ Đào Nha | 6    |
| Bỉ         | 7    |
| Hungary    | 8    |
| Thụy Sĩ    | 9    |
| Ba Lan     | 11   |

| Đội                  | Hạng |
| -------------------- | ---- |
| Pháp                 | 12   |
| Áo                   | 13   |
| Cộng hòa Séc         | 14   |
| Anh                  | 15   |
| Wales                | 16   |
| Israel               | 17   |
| Bosna và Hercegovina | 18   |
| Serbia               | 19   |
| Scotland             | 20   |
| Phần Lan             | 21   |

| Đội              | Hạng |
| ---------------- | ---- |
| Ukraina          | 22   |
| Iceland          | 23   |
| Na Uy            | 24   |
| Slovenia         | 25   |
| Cộng hòa Ireland | 26   |
| Albania          | 27   |
| Montenegro       | 28   |
| România          | 29   |
| Thụy Điển        | 30   |
| Armenia          | 31   |

| Đội            | Hạng |
| -------------- | ---- |
| Gruzia         | 33   |
| Hy Lạp         | 34   |
| Thổ Nhĩ Kỳ     | 35   |
| Kazakhstan     | 36   |
| Luxembourg     | 37   |
| Azerbaijan     | 38   |
| Kosovo         | 39   |
| Bulgaria       | 40   |
| Quần đảo Faroe | 41   |
| Bắc Macedonia  | 42   |

| Đội         | Hạng |
| ----------- | ---- |
| Slovakia    | 43   |
| Bắc Ireland | 44   |
| Síp         | 45   |
| Belarus     | 46   |
| Litva       | 47   |
| Gibraltar   | 48   |
| Estonia     | 49   |
| Latvia      | 50   |
| Moldova     | 51   |
| Malta       | 52   |

| Đội           | Hạng |
| ------------- | ---- |
| Andorra       | 53   |
| San Marino    | 54   |
| Liechtenstein | 55   |

| Đội | Hạng |
| --- | ---- |
| Nga | 32   |

## Vòng bảng
Các trận đấu của vòng loại thứ nhất (vòng bảng) sẽ diễn ra từ ngày 23 tháng 3 đến 21 tháng 11 năm 2023.

### Bảng A
| VT | Đội         | ST | T | H | B | BT | BB | HS  | Đ  | Giành quyền tham dự                                                  |  | Tây Ban Nha | Scotland | Na Uy | Gruzia | Cộng hòa Síp |
| -- | ----------- | -- | - | - | - | -- | -- | --- | -- | -------------------------------------------------------------------- |  | ----------- | -------- | ----- | ------ | ------------ |
| 1  | Tây Ban Nha | 8  | 7 | 0 | 1 | 25 | 5  | +20 | 21 | Giành quyền tham dự vòng chung kết                                   |  | —           | 2–0      | 3–0   | 3–1    | 6–0          |
| 2  | Scotland    | 8  | 5 | 2 | 1 | 17 | 8  | +9  | 17 | Giành quyền tham dự vòng chung kết                                   |  | 2–0         | —        | 3–3   | 2–0    | 3–0          |
| 3  | Na Uy       | 8  | 3 | 2 | 3 | 14 | 12 | +2  | 11 |                                                                      |  | 0–1         | 1–2      | —     | 2–1    | 3–1          |
| 4  | Gruzia      | 8  | 2 | 2 | 4 | 12 | 18 | −6  | 8  | Giành quyền vào vòng play-off, dựa vào thành tích của Nations League |  | 1–7         | 2–2      | 1–1   | —      | 4–0          |
| 5  | Síp         | 8  | 0 | 0 | 8 | 3  | 28 | −25 | 0  |                                                                      |  | 1–3         | 0–3      | 0–4   | 1–2    | —            |

### Bảng B
| VT | Đội              | ST | T | H | B | BT | BB | HS  | Đ  | Giành quyền tham dự                                                  |     | Pháp | Hà Lan | Hy Lạp | Cộng hòa Ireland | Gibraltar |
| -- | ---------------- | -- | - | - | - | -- | -- | --- | -- | -------------------------------------------------------------------- | --- | ---- | ------ | ------ | ---------------- | --------- |
| 1  | Pháp             | 8  | 7 | 1 | 0 | 29 | 3  | +26 | 22 | Giành quyền tham dự vòng chung kết                                   |     | —    | 4–0    | 1–0    | 2–0              | 14–0      |
| 2  | Hà Lan           | 8  | 6 | 0 | 2 | 17 | 7  | +10 | 18 | Giành quyền tham dự vòng chung kết                                   |     | 1–2  | —      | 3–0    | 1–0              | 3–0       |
| 3  | Hy Lạp           | 8  | 4 | 1 | 3 | 14 | 8  | +6  | 13 | Giành quyền vào vòng play-off, dựa vào thành tích của Nations League |     | 2–2  | 1–2    | —      | 2–1              | 5–0       |
| 4  | Cộng hòa Ireland | 8  | 2 | 0 | 6 | 9  | 10 | −1  | 6  |                                                                      |     | 0–1  | 1–2    | 0–2    | —                | 3–0       |
| 5  | Gibraltar        | 8  | 0 | 0 | 8 | 0  | 41 | −41 | 0  |                                                                      | 0–3 | 0–6  | 0–3    | 0–4    | —                |           |

### Bảng C
| VT | Đội           | ST | T | H | B | BT | BB | HS  | Đ  | Giành quyền tham dự                                                  |     | Anh | Ý   | Ukraina | Bắc Macedonia | Malta |
| -- | ------------- | -- | - | - | - | -- | -- | --- | -- | -------------------------------------------------------------------- | --- | --- | --- | ------- | ------------- | ----- |
| 1  | Anh           | 8  | 6 | 2 | 0 | 22 | 4  | +18 | 20 | Giành quyền tham dự vòng chung kết                                   |     | —   | 3–1 | 2–0     | 7–0           | 2–0   |
| 2  | Ý             | 8  | 4 | 2 | 2 | 16 | 9  | +7  | 14 | Giành quyền tham dự vòng chung kết                                   |     | 1–2 | —   | 2–1     | 5–2           | 4–0   |
| 3  | Ukraina       | 8  | 4 | 2 | 2 | 11 | 8  | +3  | 14 | Giành quyền vào vòng play-off, dựa vào thành tích của Nations League |     | 1–1 | 0–0 | —       | 2–0           | 1–0   |
| 4  | Bắc Macedonia | 8  | 2 | 2 | 4 | 10 | 20 | −10 | 8  |                                                                      |     | 1–1 | 1–1 | 2–3     | —             | 2–1   |
| 5  | Malta         | 8  | 0 | 0 | 8 | 2  | 20 | −18 | 0  |                                                                      | 0–4 | 0–2 | 1–3 | 0–2     | —             |       |

1. 1 2  Điểm đối đầu: Ý 4, Ukraina 1.

### Bảng D
| VT | Đội        | ST | T | H | B | BT | BB | HS  | Đ  | Giành quyền tham dự                                                  |     | Thổ Nhĩ Kỳ | Croatia | Wales | Armenia | Latvia |
| -- | ---------- | -- | - | - | - | -- | -- | --- | -- | -------------------------------------------------------------------- | --- | ---------- | ------- | ----- | ------- | ------ |
| 1  | Thổ Nhĩ Kỳ | 8  | 5 | 2 | 1 | 14 | 7  | +7  | 17 | Giành quyền tham dự vòng chung kết                                   |     | —          | 0–2     | 2–0   | 1–1     | 4–0    |
| 2  | Croatia    | 8  | 5 | 1 | 2 | 13 | 4  | +9  | 16 | Giành quyền tham dự vòng chung kết                                   |     | 0–1        | —       | 1–1   | 1–0     | 5–0    |
| 3  | Wales      | 8  | 3 | 3 | 2 | 10 | 10 | 0   | 12 | Giành quyền vào vòng play-off, dựa vào thành tích của Nations League |     | 1–1        | 2–1     | —     | 2–4     | 1–0    |
| 4  | Armenia    | 8  | 2 | 2 | 4 | 9  | 11 | −2  | 8  |                                                                      |     | 1–2        | 0–1     | 1–1   | —       | 2–1    |
| 5  | Latvia     | 8  | 1 | 0 | 7 | 5  | 19 | −14 | 3  |                                                                      | 2–3 | 0–2        | 0–2     | 2–0   | —       |        |

### Bảng E
| VT | Đội            | ST | T | H | B | BT | BB | HS  | Đ  | Giành quyền tham dự                                                  |     | Albania | Cộng hòa Séc | Ba Lan | Moldova | Quần đảo Faroe |
| -- | -------------- | -- | - | - | - | -- | -- | --- | -- | -------------------------------------------------------------------- | --- | ------- | ------------ | ------ | ------- | -------------- |
| 1  | Albania        | 8  | 4 | 3 | 1 | 12 | 4  | +8  | 15 | Giành quyền tham dự vòng chung kết                                   |     | —       | 3–0          | 2–0    | 2–0     | 0–0            |
| 2  | Cộng hòa Séc   | 8  | 4 | 3 | 1 | 12 | 6  | +6  | 15 | Giành quyền tham dự vòng chung kết                                   |     | 1–1     | —            | 3–1    | 3–0     | 1–0            |
| 3  | Ba Lan         | 8  | 3 | 2 | 3 | 10 | 10 | 0   | 11 | Giành quyền vào vòng play-off, dựa vào thành tích của Nations League |     | 1–0     | 1–1          | —      | 1–1     | 2–0            |
| 4  | Moldova        | 8  | 2 | 4 | 2 | 7  | 10 | −3  | 10 |                                                                      |     | 1–1     | 0–0          | 3–2    | —       | 1–1            |
| 5  | Quần đảo Faroe | 8  | 0 | 2 | 6 | 2  | 13 | −11 | 2  |                                                                      | 1–3 | 0–3     | 0–2          | 0–1    | —       |                |

1. 1 2  Điểm đối đầu: Albania 4, Cộng hòa Séc 1.

### Bảng F
| VT | Đội        | ST | T | H | B | BT | BB | HS  | Đ  | Giành quyền tham dự                                                  |     | Bỉ  | Áo  | Thụy Điển | Azerbaijan | Estonia |
| -- | ---------- | -- | - | - | - | -- | -- | --- | -- | -------------------------------------------------------------------- | --- | --- | --- | --------- | ---------- | ------- |
| 1  | Bỉ         | 8  | 6 | 2 | 0 | 22 | 4  | +18 | 20 | Giành quyền tham dự vòng chung kết                                   |     | —   | 1–1 | 1–1       | 5–0        | 5–0     |
| 2  | Áo         | 8  | 6 | 1 | 1 | 17 | 7  | +10 | 19 | Giành quyền tham dự vòng chung kết                                   |     | 2–3 | —   | 2–0       | 4–1        | 2–1     |
| 3  | Thụy Điển  | 8  | 3 | 1 | 4 | 14 | 12 | +2  | 10 |                                                                      |     | 0–3 | 1–3 | —         | 5–0        | 2–0     |
| 4  | Azerbaijan | 8  | 2 | 1 | 5 | 7  | 17 | −10 | 7  |                                                                      | 0–1 | 0–1 | 3–0 | —         | 1–1        |         |
| 5  | Estonia    | 8  | 0 | 1 | 7 | 2  | 22 | −20 | 1  | Giành quyền vào vòng play-off, dựa vào thành tích của Nations League |     | 0–3 | 0–2 | 0–5       | 0–2        | —       |

1. ↑  Trận Bỉ v Thụy Điển bị hoãn khi hiệp 1 kết thúc với tỉ số 1–1 do hai cổ động viên Thụy Điển thiệt mạng trong vụ nổ súng ở Bruxelles.[15] Ngày 19 tháng 10, UEFA xác nhận tỉ số sau hiệp 1 sẽ là kết quả chung cuộc của trận đấu này và hai đội sẽ không đá lại.[16]

### Bảng G
| VT | Đội        | ST | T | H | B | BT | BB | HS | Đ  | Giành quyền tham dự                |     | Hungary | Serbia | Montenegro | Litva | Bulgaria |
| -- | ---------- | -- | - | - | - | -- | -- | -- | -- | ---------------------------------- | --- | ------- | ------ | ---------- | ----- | -------- |
| 1  | Hungary    | 8  | 5 | 3 | 0 | 16 | 7  | +9 | 18 | Giành quyền tham dự vòng chung kết |     | —       | 2–1    | 3–1        | 2–0   | 3–0      |
| 2  | Serbia     | 8  | 4 | 2 | 2 | 15 | 9  | +6 | 14 | Giành quyền tham dự vòng chung kết |     | 1–2     | —      | 3–1        | 2–0   | 2–2      |
| 3  | Montenegro | 8  | 3 | 2 | 3 | 9  | 11 | −2 | 11 |                                    |     | 0–0     | 0–2    | —          | 2–0   | 2–1      |
| 4  | Litva      | 8  | 1 | 3 | 4 | 8  | 14 | −6 | 6  |                                    | 2–2 | 1–3     | 2–2    | —          | 1–1   |          |
| 5  | Bulgaria   | 8  | 0 | 4 | 4 | 7  | 14 | −7 | 4  |                                    | 2–2 | 1–1     | 0–1    | 0–2        | —     |          |

### Bảng H
| VT | Đội         | ST | T | H | B  | BT | BB | HS  | Đ  | Giành quyền tham dự                                                  |     | Đan Mạch | Slovenia | Phần Lan | Kazakhstan | Bắc Ireland | San Marino |
| -- | ----------- | -- | - | - | -- | -- | -- | --- | -- | -------------------------------------------------------------------- | --- | -------- | -------- | -------- | ---------- | ----------- | ---------- |
| 1  | Đan Mạch    | 10 | 7 | 1 | 2  | 19 | 10 | +9  | 22 | Giành quyền tham dự vòng chung kết                                   |     | —        | 2–1      | 3–1      | 3–1        | 1–0         | 4–0        |
| 2  | Slovenia    | 10 | 7 | 1 | 2  | 20 | 9  | +11 | 22 | Giành quyền tham dự vòng chung kết                                   |     | 1–1      | —        | 3–0      | 2–1        | 4–2         | 2–0        |
| 3  | Phần Lan    | 10 | 6 | 0 | 4  | 18 | 10 | +8  | 18 | Giành quyền vào vòng play-off, dựa vào thành tích của Nations League |     | 0–1      | 2–0      | —        | 1–2        | 4–0         | 6–0        |
| 4  | Kazakhstan  | 10 | 6 | 0 | 4  | 16 | 12 | +4  | 18 | Giành quyền vào vòng play-off, dựa vào thành tích của Nations League |     | 3–2      | 1–2      | 0–1      | —          | 1–0         | 3–1        |
| 5  | Bắc Ireland | 10 | 3 | 0 | 7  | 9  | 13 | −4  | 9  |                                                                      |     | 2–0      | 0–1      | 0–1      | 0–1        | —           | 3–0        |
| 6  | San Marino  | 10 | 0 | 0 | 10 | 3  | 31 | −28 | 0  |                                                                      | 1–2 | 0–4      | 1–2      | 0–3      | 0–2        | —           |            |

1. 1 2  Điểm đối đầu: Đan Mạch 4, Slovenia 1.
2. 1 2  Hiệu số bàn thắng bại trong tất cả các trận vòng bảng: Phần Lan +8, Kazakhstan +4.

### Bảng I
| VT | Đội     | ST | T | H | B | BT | BB | HS  | Đ  | Giành quyền tham dự                                                  |     | România | Thụy Sĩ | Israel | Belarus | Kosovo | Andorra |
| -- | ------- | -- | - | - | - | -- | -- | --- | -- | -------------------------------------------------------------------- | --- | ------- | ------- | ------ | ------- | ------ | ------- |
| 1  | România | 10 | 6 | 4 | 0 | 16 | 5  | +11 | 22 | Giành quyền tham dự vòng chung kết                                   |     | —       | 1–0     | 1–1    | 2–1     | 2–0    | 4–0     |
| 2  | Thụy Sĩ | 10 | 4 | 5 | 1 | 22 | 11 | +11 | 17 | Giành quyền tham dự vòng chung kết                                   |     | 2–2     | —       | 3–0    | 3–3     | 1–1    | 3–0     |
| 3  | Israel  | 10 | 4 | 3 | 3 | 11 | 11 | 0   | 15 | Giành quyền vào vòng play-off, dựa vào thành tích của Nations League |     | 1–2     | 1–1     | —      | 1–0     | 1–1    | 2–1     |
| 4  | Belarus | 10 | 3 | 3 | 4 | 9  | 14 | −5  | 12 |                                                                      |     | 0–0     | 0–5     | 1–2    | —       | 2–1    | 1–0     |
| 5  | Kosovo  | 10 | 2 | 5 | 3 | 10 | 10 | 0   | 11 |                                                                      | 0–0 | 2–2     | 1–0     | 0–1    | —       | 1–1    |         |
| 6  | Andorra | 10 | 0 | 2 | 8 | 3  | 20 | −17 | 2  |                                                                      | 0–2 | 1–2     | 0–2     | 0–0    | 0–3     | —      |         |

### Bảng J
| VT | Đội                  | ST | T  | H | B  | BT | BB | HS  | Đ  | Giành quyền tham dự                                                  |  | Bồ Đào Nha | Slovakia | Luxembourg | Iceland | Bosna và Hercegovina | Liechtenstein |
| -- | -------------------- | -- | -- | - | -- | -- | -- | --- | -- | -------------------------------------------------------------------- |  | ---------- | -------- | ---------- | ------- | -------------------- | ------------- |
| 1  | Bồ Đào Nha           | 10 | 10 | 0 | 0  | 36 | 2  | +34 | 30 | Giành quyền tham dự vòng chung kết                                   |  | —          | 3–2      | 9–0        | 2–0     | 3–0                  | 4–0           |
| 2  | Slovakia             | 10 | 7  | 1 | 2  | 17 | 8  | +9  | 22 | Giành quyền tham dự vòng chung kết                                   |  | 0–1        | —        | 0–0        | 4–2     | 2–0                  | 3–0           |
| 3  | Luxembourg           | 10 | 5  | 2 | 3  | 13 | 19 | −6  | 17 | Giành quyền vào vòng play-off, dựa vào thành tích của Nations League |  | 0–6        | 0–1      | —          | 3–1     | 4–1                  | 2–0           |
| 4  | Iceland              | 10 | 3  | 1 | 6  | 17 | 16 | +1  | 10 | Giành quyền vào vòng play-off, dựa vào thành tích của Nations League |  | 0–1        | 1–2      | 1–1        | —       | 1–0                  | 4–0           |
| 5  | Bosna và Hercegovina | 10 | 3  | 0 | 7  | 9  | 20 | −11 | 9  | Giành quyền vào vòng play-off, dựa vào thành tích của Nations League |  | 0–5        | 1–2      | 0–2        | 3–0     | —                    | 2–1           |
| 6  | Liechtenstein        | 10 | 0  | 0 | 10 | 1  | 28 | −27 | 0  |                                                                      |  | 0–2        | 0–1      | 0–1        | 0–7     | 0–2                  | —             |

## Vòng play-off
Những đội thi đấu không thành công tại vòng loại thứ nhất (vòng bảng) vẫn có thể giành quyền tham dự vòng chung kết thông qua vòng loại thứ hai (vòng play-off). Các hạng đấu A, B và C sẽ được phân bổ 3 suất cuối cùng này, mỗi hạng đấu có 1 suất. Bốn đội có thành tích tốt nhất ở mỗi hạng đấu nhưng chưa thể giành vé thông qua vòng loại thứ nhất, thì sẽ tham dự nhánh play-off của hạng đấu đó. Các suất play-off sẽ được dành cho các đội đứng nhất bảng tại Nations League, và nếu đội nhất bảng đó đã giành vé dự vòng chung kết thông qua vòng loại thứ nhất, thì đội có thành tích tốt tiếp theo trong bảng xếp hạng của hạng đấu đó sẽ có suất.

### Lựa chọn đội tuyển
Quá trình lựa chọn đội sẽ xác định mười hai đội thi đấu ở vòng play-off dựa trên bảng xếp hạng tổng thể của Nations League, sử dụng một bộ tiêu chí tuân theo các nguyên tắc sau:
- Các hạng đấu A, B và C, mỗi hạng đấu tạo thành một nhánh với bốn đội xếp hạng tốt nhất chưa vượt qua vòng loại.
- Nếu một trong những hạng đấu đó có ít hơn bốn đội không tham dự vòng play-off, các vị trí đầu tiên sẽ được giành bởi đội nhất bảng xuất sắc nhất tại hạng đấu D (trừ khi đã vuợt qua trực tiếp), và sau đó là các đội có thành tích tốt tiếp theo dựa trên bảng xếp hạng.
- Đội nhất hạng đấu B và C không thể đối đầu với các đội từ hạng đấu cao hơn.

| Hạng  | Đội          |
| ----- | ------------ |
| 1 ĐNB | Tây Ban Nha  |
| 2 ĐNB | Croatia      |
| 3 ĐNB | Ý            |
| 4 ĐNB | Hà Lan       |
| 5     | Đan Mạch     |
| 6     | Bồ Đào Nha   |
| 7     | Bỉ           |
| 8     | Hungary      |
| 9     | Thụy Sĩ      |
| 10    | Đức          |
| 11    | Ba Lan       |
| 12    | Pháp         |
| 13    | Áo           |
| 14    | Cộng hòa Séc |
| 15    | Anh          |
| 16    | Wales        |

| Hạng   | Đội                  |
| ------ | -------------------- |
| 17 ĐNB | Israel               |
| 18 ĐNB | Bosna và Hercegovina |
| 19 ĐNB | Serbia               |
| 20 ĐNB | Scotland             |
| 21     | Phần Lan             |
| 22     | Ukraina              |
| 23     | Iceland              |
| 24     | Na Uy                |
| 25     | Slovenia             |
| 26     | Cộng hòa Ireland     |
| 27     | Albania              |
| 28     | Montenegro           |
| 29     | România              |
| 30     | Thụy Điển            |
| 31     | Armenia              |
| 32     | Nga ‡                |

| Hạng   | Đội            |
| ------ | -------------- |
| 33 ĐNB | Gruzia         |
| 34 ĐNB | Hy Lạp         |
| 35 ĐNB | Thổ Nhĩ Kỳ     |
| 36 ĐNB | Kazakhstan     |
| 37     | Luxembourg     |
| 38     | Azerbaijan     |
| 39     | Kosovo         |
| 40     | Bulgaria       |
| 41     | Quần đảo Faroe |
| 42     | Bắc Macedonia  |
| 43     | Slovakia       |
| 44     | Bắc Ireland    |
| 45     | Síp            |
| 46     | Belarus        |
| 47     | Litva          |
| 48     | Gibraltar      |

| Hạng  | Đội           |
| ----- | ------------- |
| 49 BD | Estonia       |
| 50    | Latvia        |
| 51    | Moldova       |
| 52    | Malta         |
| 53    | Andorra       |
| 54    | San Marino    |
| 55    | Liechtenstein |

Chú thích
- ĐNB Đội nhất bảng từ hạng đấu A, B hoặc C
- BD Đội nhất bảng từ hạng đấu D
- Đội được in đậm giành quyền vào vòng play-off
- Đội đủ điều kiện giành quyền trực tiếp vào vòng chung kết
- Chủ nhà
- ‡  Bị cấm tham dự vòng loại

### Hạt giống
| Rank | Đội      |
| ---- | -------- |
| 1    | Ba Lan   |
| 2    | Wales    |
| 3    | Phần Lan |
| 4    | Estonia  |

| Rank | Đội                  |
| ---- | -------------------- |
| 1    | Israel               |
| 2    | Bosna và Hercegovina |
| 3    | Ukraina              |
| 4    | Iceland              |

| Rank | Đội        |
| ---- | ---------- |
| 1    | Gruzia     |
| 2    | Hy Lạp     |
| 3    | Kazakhstan |
| 4    | Luxembourg |

### Nhánh A
| Đội 1     | Tỉ số                | Đội 2    |
| --------- | -------------------- | -------- |
| Bán kết   |                      |          |
| Ba Lan    | 5–1                  | Estonia  |
| Wales     | 4–1                  | Phần Lan |
| Chung kết |                      |          |
| Wales     | 0–0 (s.h.p.) (4–5 p) | Ba Lan   |

### Nhánh B
| Đội 1                | Tỉ số | Đội 2   |
| -------------------- | ----- | ------- |
| Bán kết              |       |         |
| Israel               | 1–4   | Iceland |
| Bosna và Hercegovina | 1–2   | Ukraina |
| Chung kết            |       |         |
| Ukraina              | 2–1   | Iceland |

### Nhánh C
| Đội 1     | Tỉ số                | Đội 2      |
| --------- | -------------------- | ---------- |
| Bán kết   |                      |            |
| Gruzia    | 2–0                  | Luxembourg |
| Hy Lạp    | 5–0                  | Kazakhstan |
| Chung kết |                      |            |
| Gruzia    | 0–0 (s.h.p.) (4–2 p) | Hy Lạp     |

## Cầu thủ ghi bàn
Đang có 661 bàn thắng ghi được trong 230 trận đấu, trung bình 2.87 bàn thắng mỗi trận đấu (tính đến ngày 21 tháng 11 năm 2023).
14 bàn
- Romelu Lukaku

10 bàn
- Cristiano Ronaldo

9 bàn
- Kylian Mbappé

8 bàn
- Harry Kane

7 bàn
- Scott McTominay
- Rasmus Højlund

6 bàn
- Bruno Fernandes
- Erling Haaland
- Zeki Amdouni

5 bàn
- Georgios Masouras
- Gerson Rodrigues
- Aleksandar Mitrović
- Benjamin Šeško

4 bàn
- Bukayo Saka
- Andrej Kramarić
- Khvicha Kvaratskhelia
- Dominik Szoboszlai
- Barnabás Varga
- Bakhtiyar Zaynutdinov
- Ion Nicolaescu
- Daniel Håkans
- Joselu
- Álvaro Morata
- Marcel Sabitzer

3 bàn
- Jasir Asani
- Nedim Bajrami
- Lucas Zelarayán
- Emin Mahmudov
- Robert Lewandowski
- Max Ebong
- Kiril Despodov
- Dion Charles
- Enis Bardhi
- Elif Elmas
- João Cancelo
- João Félix
- Gonçalo Ramos
- Bernardo Silva
- Václav Černý
- Tomáš Souček
- Georges Mikautadze
- Anastasios Bakasetas
- Cody Gakpo
- Calvin Stengs
- Wout Weghorst
- Hákon Arnar Haraldsson
- Alfreð Finnbogason
- Aron Gunnarsson
- Abat Aymbetov
- Vedat Muriqi
- Milot Rashica
- Pijus Širvys
- Danel Sinani
- Stevan Jovetić
- Olivier Giroud
- Oliver Antman
- Denis Alibec
- Valentin Mihăilă
- Nicolae Stanciu
- John McGinn
- Dušan Vlahović
- Lukáš Haraslín
- Andraž Šporar
- Renato Steffen
- Ruben Vargas
- Viktor Gyökeres
- Ferran Torres
- Harry Wilson
- Christoph Baumgartner
- Michael Gregoritsch
- Davide Frattesi
- Jonas Wind

2 bàn
- Taulant Seferi
- Albert Rosas
- Marcus Rashford
- Grant-Leon Ranos
- Karol Świderski
- Dmitry Antilevsky
- Vladislav Morozov
- Rade Krunić
- Isaac Price
- Jani Atanasov
- Dodi Lukebakio
- Leandro Trossard
- Ricardo Horta
- Gonçalo Inácio
- Diogo Jota
- Mateo Kovačić
- Mario Pašalić
- Bruno Petković
- Evan Ferguson
- Adam Idah
- Mikey Johnston
- Ladislav Krejčí
- Rauno Sappinen
- Martin Ádám
- Roland Sallai
- Konstantinos Mavropanos
- Nathan Aké
- Andri Guðjohnsen
- Orri Óskarsson
- Gylfi Sigurðsson
- Oscar Gloukh
- Shon Weissman
- Islam Chesnokov
- Maksim Samorodov
- Askhat Tagybergen
- Yan Vorogovsky
- Fedor Černych
- Gytis Paulauskas
- Yvandro Borges Sanches
- Vladislav Baboglo
- Nikola Krstović
- Stefan Savić
- Alexander Sørloth
- Kingsley Coman
- Youssouf Fofana
- Marcus Thuram
- Benjamin Källman
- Joel Pohjanpalo
- Teemu Pukki
- Pyry Soiri
- Ianis Hagi
- Dušan Tadić
- Ondrej Duda
- Dávid Hancko
- Juraj Kucka
- Róbert Mak
- Erik Janža
- Žan Vipotnik
- Kerem Aktürkoğlu
- Cenk Tosun
- Remo Freuler
- Xherdan Shaqiri
- Granit Xhaka
- Viktor Claesson
- Emil Forsberg
- Gavi
- Dani Olmo
- Lamine Yamal
- Viktor Tsyhankov
- Marko Arnautović
- Konrad Laimer
- Domenico Berardi
- Federico Chiesa
- Mateo Retegui
- Pierre-Emile Højbjerg
- Joakim Mæhle
- Robert Skov

1 bàn
- Kristjan Asllani
- Sokol Cikalleshi
- Mirlind Daku
- Ernest Muçi
- Márcio Vieira
- Trent Alexander-Arnold
- Kalvin Phillips
- Declan Rice
- Kyle Walker
- Callum Wilson
- Tigran Barseghyan
- Artak Dashyan
- Nair Tiknizyan
- Toral Bayramov
- Renat Dadashov
- Anton Kryvotsyuk
- Ramil Sheydayev
- Adam Buksa
- Arkadiusz Milik
- Jakub Piotrowski
- Damian Szymański
- Sebastian Szymański
- Denis Laptev
- Denis Polyakov
- Amar Dedić
- Edin Džeko
- Renato Gojković
- Amar Rahmanović
- Miroslav Stevanović
- Preslav Borukov
- Spas Delev
- Marin Petkov
- Georgi Rusev
- Jonny Evans
- Josh Magennis
- Conor McMenamin
- Paul Smyth
- Darko Churlinov
- Jovan Manev
- Johan Bakayoko
- Yannick Carrasco
- Charles De Ketelaere
- Jan Vertonghen
- Rafael Leão
- Otávio
- Ante Budimir
- Luka Ivanušec
- Lovro Majer
- Nathan Collins
- Matt Doherty
- Callum Robinson
- Tomáš Chorý
- Tomáš Čvančara
- David Douděra
- Jan Kuchta
- Giorgi Chakvetadze
- Zuriko Davitashvili
- Otar Kiteishvili
- Levan Shengelia
- Budu Zivzivadze
- Ádám Nagy
- Willi Orbán
- Bálint Vécsei
- Giorgos Giakoumakis
- Fotis Ioannidis
- Dimitrios Pelkas
- Manolis Siopis
- Memphis Depay
- Marten de Roon
- Quilindschy Hartman
- Teun Koopmeiners
- Virgil van Dijk
- Mats Wieffer
- Mikael Egill Ellertsson
- Davíð Kristján Ólafsson
- Gabi Kanichowsky
- Gadi Kinda
- Dor Peretz
- Raz Shlomo
- Manor Solomon
- Eran Zahavi
- Ramazan Orazov
- Muhamet Hyseni
- Altin Zeqiri
- Edon Zhegrova
- Daniels Balodis
- Eduards Emsis
- Jānis Ikaunieks
- Kristers Tobers
- Sandro Wolfinger
- Edvinas Girdvainis
- Maxime Chanot
- Mathias Olesen
- Paul Mbong
- Yannick Yankam
- Vadim Rață
- Edvin Kuč
- Slobodan Rubežić
- Fredrik Aursnes
- Aron Dønnum
- Mohamed Elyounoussi
- Martin Ødegaard
- Ola Solbakken
- Jørgen Strand Larsen
- Jonathan Clauss
- Ousmane Dembélé
- Antoine Griezmann
- Randal Kolo Muani
- Benjamin Pavard
- Adrien Rabiot
- Aurélien Tchouaméni
- Dayot Upamecano
- Warren Zaïre-Emery
- Glen Kamara
- Robin Lod
- Robert Taylor
- Mads Boe Mikkelsen
- Odmar Færø
- Andrei Burcă
- Florinel Coman
- Dennis Man
- Răzvan Marin
- George Pușcaș
- Filippo Berardi
- Simone Franciosi
- Alessandro Golinucci
- Stuart Armstrong
- Lyndon Dykes
- Callum McGregor
- Kenny McLean
- Ryan Porteous
- Lawrence Shankland
- Srđan Babić
- Darko Lazović
- Strahinja Pavlović
- Miloš Veljković
- Róbert Boženík
- Dávid Ďuriš
- Stanislav Lobotka
- Ľubomír Šatka
- Tomáš Suslov
- Denis Vavro
- David Brekalo
- Adam Gnezda Čerin
- Žan Karničnik
- Sandi Lovrić
- Jan Mlakar
- Benjamin Verbič
- Grigoris Kastanos
- Kostas Pileas
- Ioannis Pittas
- Yunus Akgün
- Barış Alper Yılmaz
- Abdülkerim Bardakcı
- Arda Güler
- İrfan Kahveci
- Orkun Kökçü
- Umut Nayir
- Cengiz Ünder
- Yusuf Yazıcı
- Bertuğ Yıldırım
- Manuel Akanji
- Cedric Itten
- Silvan Widmer
- Anthony Elanga
- Emil Holm
- Alexander Isak
- Jesper Karlsson
- Dejan Kulusevski
- Robin Quaison
- Álex Baena
- Robin Le Normand
- Mikel Merino
- Mikel Oyarzabal
- Oihan Sancet
- Nico Williams
- Artem Dovbyk
- Oleksandr Karavayev
- Yukhym Konoplya
- Mykhailo Mudryk
- Heorhiy Sudakov
- Andriy Yarmolenko
- Illya Zabarnyi
- Oleksandr Zinchenko
- Nathan Broadhead
- David Brooks
- Daniel James
- Kieffer Moore
- Aaron Ramsey
- Neco Williams
- Florian Kainz
- Philipp Lienhart
- Giacomo Bonaventura
- Matteo Darmian
- Stephan El Sharaawy
- Ciro Immobile
- Matteo Pessina
- Giacomo Raspadori
- Gianluca Scamacca
- Thomas Delaney
- Christian Eriksen
- Yussuf Poulsen

1 bàn phản lưới nhà
- Joan Cervós (trong trận gặp Israel)
- Styopa Mkrtchyan (trong trận gặp Latvia)
- Nair Tiknizyan (trong trận gặp Wales)
- Bəhlul Mustafazadə (trong trận gặp Thụy Điển)
- Nihad Mujakić (trong trận gặp Luxembourg)
- Aleks Petkov (trong trận gặp Hungary)
- Jonny Evans (trong trận gặp Slovenia)
- Jani Atanasov (trong trận gặp Anh)
- Orel Mangala (trong trận gặp Áo)
- Aymen Mouelhi (trong trận gặp Pháp)
- Ethan Santos (trong trận gặp Pháp)
- Solomon Kvirkvelia (trong trận gặp Tây Ban Nha)
- Luka Lochoshvili (trong trận gặp Tây Ban Nha)
- Attila Szalai (trong trận gặp Serbia)
- Eli Dasa (trong trận gặp Kosovo)
- Amir Rrahmani (trong trận gặp Thụy Sĩ)
- Simon Lüchinger (trong trận gặp Bosnia và Herzegovina)
- Ferdinando Apap (trong trận gặp Anh)
- Ryan Camenzuli (trong trận gặp Ukraina)
- Enrico Pepe (trong trận gặp Anh)
- Leo Skiri Østigård (trong trận gặp Scotland)
- Roberto Di Maio (trong trận gặp Slovenia)
- Patrik Hrošovský (trong trận gặp Bosnia và Herzegovina)
- Ozan Kabak (trong trận gặp Armenia)

## Bảng xếp hạng tổng thể
Bảng xếp hạng tổng thể sẽ được sử dụng làm hạt giống trong lễ bốc thăm vòng chung kết giải đấu. Kết quả đối đầu với các đội xếp thứ sáu ở các bảng sáu đội sẽ không được tính vào bảng xếp hạng.

| Hạng | Đội                  | ST | T | H | B  | BT | BB | HS  | Đ  | Phân bổ |
| ---- | -------------------- | -- | - | - | -- | -- | -- | --- | -- | ------- |
| 1    | Bồ Đào Nha           | 8  | 8 | 0 | 0  | 30 | 2  | +28 | 24 | Nhóm 1  |
| 2    | Pháp                 | 8  | 7 | 1 | 0  | 29 | 3  | +26 | 22 | Nhóm 1  |
| 3    | Tây Ban Nha          | 8  | 7 | 0 | 1  | 25 | 5  | +20 | 21 | Nhóm 1  |
| 4    | Bỉ                   | 8  | 6 | 2 | 0  | 22 | 4  | +18 | 20 | Nhóm 1  |
| 5    | Anh                  | 8  | 6 | 2 | 0  | 22 | 4  | +18 | 20 | Nhóm 1  |
| 6    | Hungary              | 8  | 5 | 3 | 0  | 16 | 7  | +9  | 18 | Nhóm 2  |
| 7    | Thổ Nhĩ Kỳ           | 8  | 5 | 2 | 1  | 14 | 7  | +7  | 17 | Nhóm 2  |
| 8    | România              | 8  | 4 | 4 | 0  | 10 | 5  | +5  | 16 | Nhóm 2  |
| 9    | Đan Mạch             | 8  | 5 | 1 | 2  | 13 | 9  | +4  | 16 | Nhóm 2  |
| 10   | Albania              | 8  | 4 | 3 | 1  | 12 | 4  | +8  | 15 | Nhóm 2  |
|      |                      |    |   |   |    |    |    |     |    |         |
| 11   | Áo                   | 8  | 6 | 1 | 1  | 17 | 7  | +10 | 19 | Nhóm 2  |
| 12   | Hà Lan               | 8  | 6 | 0 | 2  | 17 | 7  | +10 | 18 | Nhóm 3  |
| 13   | Scotland             | 8  | 5 | 2 | 1  | 17 | 8  | +9  | 17 | Nhóm 3  |
| 14   | Croatia              | 8  | 5 | 1 | 2  | 13 | 4  | +9  | 16 | Nhóm 3  |
| 15   | Slovenia             | 8  | 5 | 1 | 2  | 14 | 9  | +5  | 16 | Nhóm 3  |
| 16   | Slovakia             | 8  | 5 | 1 | 2  | 13 | 8  | +5  | 16 | Nhóm 3  |
| 17   | Cộng hòa Séc         | 8  | 4 | 3 | 1  | 12 | 6  | +6  | 15 | Nhóm 3  |
| 18   | Ý                    | 8  | 4 | 2 | 2  | 16 | 9  | +7  | 14 | Nhóm 4  |
| 19   | Serbia               | 8  | 4 | 2 | 2  | 15 | 9  | +6  | 14 | Nhóm 4  |
| 20   | Thụy Sĩ              | 8  | 2 | 5 | 1  | 17 | 10 | +7  | 11 | Nhóm 4  |
|      |                      |    |   |   |    |    |    |     |    |         |
| 21   | Ukraina              | 8  | 4 | 2 | 2  | 11 | 8  | +3  | 14 |         |
| 22   | Hy Lạp               | 8  | 4 | 1 | 3  | 14 | 8  | +6  | 13 |         |
| 23   | Phần Lan             | 8  | 4 | 0 | 4  | 10 | 9  | +1  | 12 |         |
| 24   | Wales                | 8  | 3 | 3 | 2  | 10 | 10 | 0   | 12 |         |
| 25   | Na Uy                | 8  | 3 | 2 | 3  | 14 | 12 | +2  | 11 |         |
| 26   | Ba Lan               | 8  | 3 | 2 | 3  | 10 | 10 | 0   | 11 |         |
| 27   | Montenegro           | 8  | 3 | 2 | 3  | 9  | 11 | −2  | 11 |         |
| 28   | Luxembourg           | 8  | 3 | 2 | 3  | 10 | 19 | −9  | 11 |         |
| 29   | Thụy Điển            | 8  | 3 | 1 | 4  | 14 | 12 | +2  | 10 |         |
| 30   | Israel               | 8  | 2 | 3 | 3  | 7  | 10 | −3  | 9  |         |
|      |                      |    |   |   |    |    |    |     |    |         |
| 31   | Kazakhstan           | 8  | 4 | 0 | 4  | 10 | 11 | −1  | 12 |         |
| 32   | Moldova              | 8  | 2 | 4 | 2  | 7  | 10 | −3  | 10 |         |
| 33   | Armenia              | 8  | 2 | 2 | 4  | 9  | 11 | −2  | 8  |         |
| 34   | Gruzia               | 8  | 2 | 2 | 4  | 12 | 18 | −6  | 8  |         |
| 35   | Belarus              | 8  | 2 | 2 | 4  | 8  | 14 | −6  | 8  |         |
| 36   | Bắc Macedonia        | 8  | 2 | 2 | 4  | 10 | 20 | −10 | 8  |         |
| 37   | Azerbaijan           | 8  | 2 | 1 | 5  | 7  | 17 | −10 | 7  |         |
| 38   | Cộng hòa Ireland     | 8  | 2 | 0 | 6  | 9  | 10 | −1  | 6  |         |
| 39   | Litva                | 8  | 1 | 3 | 4  | 8  | 14 | −6  | 6  |         |
| 40   | Iceland              | 8  | 1 | 1 | 6  | 7  | 16 | −9  | 4  |         |
|      |                      |    |   |   |    |    |    |     |    |         |
| 41   | Kosovo               | 8  | 1 | 4 | 3  | 6  | 9  | −3  | 7  |         |
| 42   | Bulgaria             | 8  | 0 | 4 | 4  | 7  | 14 | −7  | 4  |         |
| 43   | Bắc Ireland          | 8  | 1 | 0 | 7  | 4  | 13 | −9  | 3  |         |
| 44   | Bosna và Hercegovina | 8  | 1 | 0 | 7  | 5  | 19 | −14 | 3  |         |
| 45   | Latvia               | 8  | 1 | 0 | 7  | 5  | 19 | −14 | 3  |         |
| 46   | Quần đảo Faroe       | 8  | 0 | 2 | 6  | 2  | 13 | −11 | 2  |         |
| 47   | Estonia              | 8  | 0 | 1 | 7  | 2  | 22 | −20 | 1  |         |
| 48   | Malta                | 8  | 0 | 0 | 8  | 2  | 20 | −18 | 0  |         |
| 49   | Síp                  | 8  | 0 | 0 | 8  | 3  | 28 | −25 | 0  |         |
| 50   | Gibraltar            | 8  | 0 | 0 | 8  | 0  | 41 | −41 | 0  |         |
|      |                      |    |   |   |    |    |    |     |    |         |
| 51   | Andorra              | 10 | 0 | 2 | 8  | 3  | 20 | −17 | 2  |         |
| 52   | Liechtenstein        | 10 | 0 | 0 | 10 | 1  | 28 | −27 | 0  |         |
| 53   | San Marino           | 10 | 0 | 0 | 10 | 3  | 31 | −28 | 0  |         |

1. 1 2  Số bàn thắng ghi được trên sân khách: Bỉ 10, Anh 8.
2. 1 2  Điểm fair-play: Bosna và Hercegovina –20, Latvia –29